# Sabah al-Chalid as-Sabah
Sabah al-Chalid al-Hamad as-Sabah, arab. ‏صباح الخالد الحمد الصباح‎ (ur. 3 marca 1953) – polityk kuwejcki. Syn Chalida ibn Hamada as-Sabaha i Muzy bint Ahmad as-Sabah, córki Sabaha al-Ahmada al-Dżabira as-Sabaha, pierwszego emira Kuwejtu i bratem Muhammada al-Chalida as-Sabaha, wicepremiera i ministra spraw wewnętrznych Kuwejtu. Jego drugi brat Ahmad al-Chalid as-Sabah jest byłym wicepremierem i ministrem obrony.
W 1977 ukończył politologię na Uniwersytecie w Kuwejcie w 1977.
Karierę polityczną rozpoczął w 1978, pracując na różnych stanowiskach w ministerstwie spraw zagranicznych, w tym jako członek stałej misji Kuwejtu przy ONZ (1983–1989). W latach 1995–1998 ambasador Kuwejtu w Arabii Saudyjskiej
W latach 2006–2007 minister spraw społecznych i pracy. W latach 2011–2019 wicepremier i minister spraw zagranicznych.
19 listopada 2019 objął stanowisko premiera Kuwejtu. Zrezygnował ze stanowiska w dniu 5 kwietnia 2022.